# Valerie Taylor
Valerie Taylor, född 10 november 1902 i Fulham, London, död 24 oktober 1988 i London, var en brittisk skådespelerska.

## Roller i urval
- 1933 – Gengångaren på Berkeley Square
- 1942 – Stormpatrullen
- 1947 – Tag mitt liv
- 1960 – Ansikten i mörkret
- 1961 – Ååh, en sån skräcknatt
- 1963 – Att älska en främling
- 1965 – Repulsion